# 행키팽키

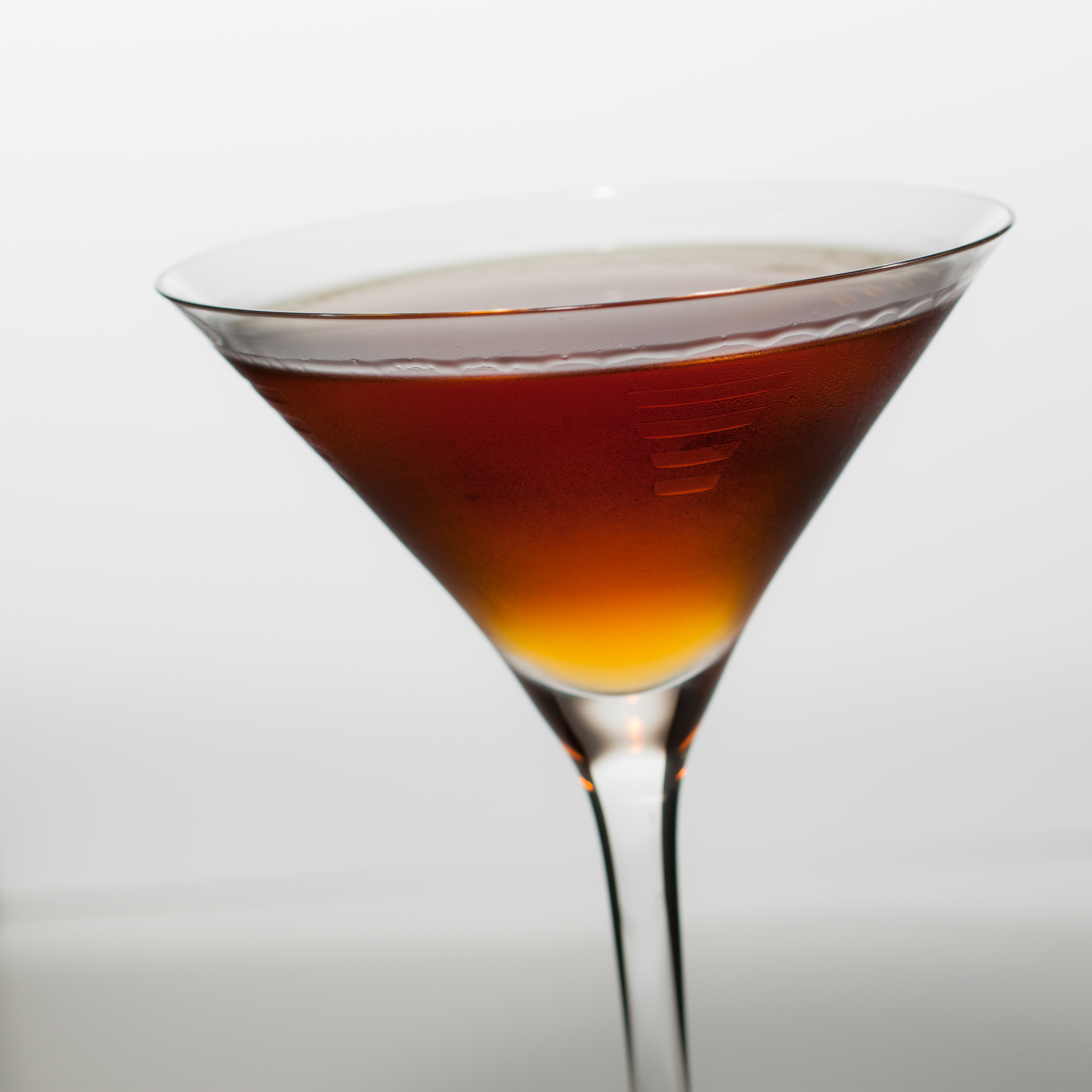

행키팽키(hanky panky)는 진, 스위트 베르무트, 페르넷 브랑카(Fernet-Branca)로 만든 칵테일이다. 쓴 맛이 나는 이탈리아 소화제인 페르넷 브랑카로 독특하게 만든 달콤한 마티니 또는 마르티네즈의 변형이다. 런던 사보이 호텔의 수석 바텐더인 에이다 콜리 콜먼(Ada "Coley" Coleman)이 만들었다.

## 레시피
칵테일 레시피는 해리 크래독(Harry Craddock)의 사보이 칵테일 북(The Savoy Cocktail Book)에 포함되어 있다.
칵테일 셰이커에 얼음을 붓는다.
- 1⁄2(1+1⁄2oz) 이탈리안 버몬트
- 1⁄2(1+1⁄2oz) 드라이 진
- 2 대시 Fernet-Branca

젓는다
칵테일 잔(4oz.)에 걸러낸다.
그 위에 오렌지 껍질을 짜서 가니시(garnish)한다.

## 역사
행키팽키는 1903년 사보이 호텔에서 바텐더로 시작한 에이다 콜먼("콜리")의 아이디어였다. 런던과 사보이 호텔을 지었다. 루퍼트가 사보이의 회장이 되었을 때 에이다는 호텔의 아메리칸 바에서 수석 바텐더가 되었고 마크 트웨인, 웨일즈 왕자, 스웨덴의 빌헬름 왕자, 찰스 호트레이 경과 같은 사람들을 위해 칵테일을 만들었다.